# イドリサ・スーマオロ
イドリサ・スーマオロ（Idrissa Soumaoro、1949年 - ）、マリ共和国のギタリスト。バマコ生まれ。
芸術学校で音学を学んだ後に、イギリスへと留学しバーミンガム大学で音楽の盲教育を専攻した。1970年代にはバマコの楽団アンバサドゥール・デュ・モーテル・ド・バマコのメンバーとして活動し、同僚にサリフ・ケイタやアマドゥ・バガヨコ (現在はアマドゥー&マリアムとして活動)などがいた。

## ディスコグラフィー

### アルバム
- Kote (2003)
- ジツムー Djitoumou (2010)